# Jorge Rodríguez (homme politique chilien)
Pour les articles homonymes, voir Jorge Rodríguez et Rodríguez.
Jorge Rodríguez Grossi (né le 24 octobre 1947 à Valparaíso) est un homme politique chilien, appartenant au Parti démocrate-chrétien.

## Fonctions
- Ministre de l'Industrie minière de 2001 à 2002.
- Ministre de l'Économie et de l'Énergie de 2001 au 11 mars 2006.